# Baiheliang
Baiheliang (chinesisch 白鹤梁, Pinyin Báihèliáng, englisch White Crane Ridge – „Grat der Weißen Kraniche“) ist ein 1.600 Meter langes und bis 15 Meter breites Felsriff im Jangtsekiang im Norden des Stadtbezirks Fuling der regierungsunmittelbaren Stadt Chongqing, Volksrepublik China. Seinen Namen hat es erhalten, weil sich früher weiße Kraniche auf ihm versammelten. Es befindet sich in der Qutang-Schlucht und wird in den Wassern des Drei-Schluchten-Damms versinken. Auf ihm befindet sich die früheste Vorrichtung für das Messen von Wasserspiegeln und Niedrigwasser mit hydrologischen Inschriften, die über 1.200 aufeinanderfolgende Jahre von Wasserstandsänderungen berichten. Ihre Geschichte geht bis auf das Jahr 763 der Tang-Dynastie zurück.
Die Inschriften von Baiheliang (chinesisch 白鹤梁题刻, Pinyin Báihèliáng tíkè, englisch White Crane Ridge Stone Inscriptions) stehen seit 1988 auf der Liste der Denkmäler der Volksrepublik China (3-172). Ein Unterwassermuseum, das „Baiheliang-Unterwassermuseum“ wurde im Mai 2009 eröffnet.